# Propagandhi
Propagandhi ist eine seit 1986 bestehende Hardcore-/Punk-Band aus dem kanadischen Winnipeg.

## Geschichte
Propagandhi wurde 1986 von Chris Hannah (Gesang, Gitarre) und Jord Samolesky (Schlagzeug) im kanadischen Winnipeg (Provinz Manitoba) gegründet. Bassist Scott Hopper vervollständigte die erste Besetzung der Band. Die ersten Auftritte, unter anderem als Vorband von Fugazi, fanden 1991 mit Mike Braumeister am Bass statt. Auf ihn folgte Bassist und Sänger John K. Samson, mit dem die Band die ersten Alben aufnahm.
Fat Mike, Inhaber des Independent-Labels Fat Wreck Chords, wurde auf Propagandhi aufmerksam und veröffentlichte 1993 deren Debütalbum How to Clean Everything. Es folgte eine Europatour als Vorgruppe seiner Band NOFX. Im Jahr 1996 erschien das zweite Album, Less Talk, More Rock. Nach der Veröffentlichung des Albums verließ Bassist John K. Samson die Band und gründete The Weakerthans. Er wurde durch Todd Kowalski, ehemals Sänger und Gitarrist der Band I-Spy, ersetzt. In der Besetzung Hannah, Samolesky, Kowalski veröffentlichten Propagandhi 2001 und 2005 die Alben Today’s Empires, Tomorrow’s Ashes und Potemkin City Limits auf Fat Wreck Chords und G7 Welcoming Committee. 2006 gewann die Band den SOCAN Songwriting Prize für das Lied A Speculative Fiction.
2006 stieß der Gitarrist David Guillas, ehemals Mitglied der Gruppe Giant Sons, als viertes Mitglied zur Band. Im April 2007 erschien die Live-DVD Live from Occupied Territory. Im September 2009 veröffentlichte das Quartett das Album Supporting Caste auf den Labeln G7 Welcoming Committee, Smallman Records und Grand Hotel van Cleef. Das sechste Album Failed States erschien im September 2012 auf Epitaph Records.
Die Bandmitglieder sind politisch aktiv und setzen sich unter anderem für PETA, die Sea Shepherd Conservation Society und die Grassy-Narrows-Blockade ein. Ihre politischen Ansichten fasste die Band in ihrem 1996 erschienenen Album Less Talk, More Rock mit der Wendung Animal-Friendly – Anti-Fascist – Gay-Positive – Pro-Feminist (kombiniert mit einem A im Kreis, das für Anarchismus steht) zusammen. Laut Chris Hannah sollten damit vor allem auch frauenfeindliche und homophobe Tendenzen in Teilen der Punk-Szene problematisiert werden, und diese klare Positionierung der Band ließ die Verkaufszahlen ihrer Platten damals sinken.
2015 verließ Gitarrist David Guillas die Band. Er wurde durch Sulynn Hago ersetzt, die im Gegensatz zum Rest der Band in New York lebt. Ursprünglich war von der Band vorgesehen, dass Guillas an Studioaufnahmen weiterhin beteiligt sein sollte, während Hago bei Konzerten die zweite Gitarre spielt. Letztlich wurde Hago jedoch für das Album Victory Lap als Bandmitglied aufgeführt, während Guillas nur vereinzelte Gitarrenspuren einspielte. Victory Lap wurde am 29. September 2017 auf Epitaph Records veröffentlicht.
Chris Hannah und Jord Samolesky gründeten 1997 das Musiklabel G7 Welcoming Committee. Bis 2014 veröffentlichte das Label 59 Alben und Spoken-Word-Werke. Zum Portfolio zählen Bands wie …But Alive, The Weakerthans und The (International) Noise Conspiracy sowie politische Aktivisten wie Noam Chomsky und Howard Zinn. G7 Welcoming Committee ist ein Kollektiv, das sich an den Grundsätzen von Parecon orientiert.
Chris Hannah belegte 2007 bei einer Online-Wahl des von Canada’s National History Society herausgegebenen Magazins The Beaver den zweiten Platz als „Schlechtester Kanadier aller Zeiten“.

## Stil
Der Musikstil der Band hat sich im Laufe der Jahre stark verändert. Während das frühe Schaffenswerk von Melodic Hardcore, Punk-Rock und Hardcore Punk geprägt war, überwiegen auf den späteren Alben Elemente aus Thrash-Metal und Progressive Rock. Die Band selbst bezeichnet ihren eigenen Stil seit jeher als „Progressive Thrash“. Als stilistischer Wendepunkt kann das Album Today’s Empires, Tomorrow’s Ashes von 2001 gesehen werden. Der sarkastische Humor der Band wurde weitestgehend abgelegt, musikalisch beginnt hier Propagandhis Öffnung hin zum Metal. Chris Hannahs Gesang wurde deutlich klarer und melodischer und bildet einen Kontrast zu den Screams des neu dazugestoßenen Bassisten Todd Kowalski. Auf den folgenden Alben wurde dieser Stilwechsel weiter verfolgt, etwa in Form komplexerer Songstrukturen und tiefgründigeren, oft auch persönlichen Texten.
Als musikalische Einflüsse nennen die Bandmitglieder sowohl Punk- und Hardcore-Bands wie Dead Kennedys, D.O.A., Dayglo Abortions, NoMeansNo, I-Spy und SNFU, als auch Thrash-Metal und Progressive-Rock-Bands wie Voivod, Rush, Sacrifice, Giant Sons und Razor.
Propagandhi coverten Songs von Cheap Trick (I Want You to Want Me), Concrete Blonde (True), Code of Honor (What Price Will You Pay?), The Lowest of the Low (Gamble), Corrosion of Conformity (Technocracy), Giant Sons (Tertium Non Datur) und Black Widow (Come to the Sabbath).
Lyrisch verarbeiten Propagandhi sozialkritische, politische und persönliche Themen wie Menschenrechte, Frauenrechte, Tierrechte, Homophobie und Nationalismus.

## Besetzung
Zeitleiste

## Diskografie

### Studioalben
- 1993: How to Clean Everything (Fat Wreck Chords)
- 1996: Less Talk, More Rock (Fat Wreck Chords)
- 2001: Today’s Empires, Tomorrow’s Ashes (G7 Welcoming Committee)
- 2005: Potemkin City Limits (G7 Welcoming Committee)
- 2009: Supporting Caste (G7 Welcoming Committee/Smallman Records)
- 2012: Failed States (Epitaph Records)
- 2017: Victory Lap (Epitaph Records)
- 2025: At Peace (Epitaph Records)

### EPs
- 1993: How to Clean a Couple o’Things (Fat Wreck Chords)
- 1994: Where Quality Is Job #1 (Fat Wreck Chords)
- 2010: The Recovered EP (G7 Welcoming Committee)

### Live-Alben
- 1995: Yep. (Applecore Records)
- 2007: Live from Occupied Territory (G7 Welcoming Committee)

### Kompilationen
- 1998: Where Quantity Is Job #1 (1998, G7 Welcoming Committee)

### Splits
- 1995: I’d Rather Be Flag-Burning (mit I-Spy, Recess Records, G7 Welcoming Committee Records)
- 1995: Propagandhi/F.Y.P. (mit F.Y.P., Recess Records)
- 1995: Systematic Destruction (mit I-Spy, Malefaction, Silence Equals, Bad Food For Thought Records)
- 2010: Sacrifice/Propagandhi (mit Sacrifice, War on Music)